# Quai Léon-Blum
Le quai Léon-Blum est une voie de circulation se trouvant à Suresnes.

## Situation et accès
Le quai Léon-Blum débute rue Frédéric-Clavel et quai Marcel-Dassault, dont il forme la continuité, et se termine pont de Suresnes et quai Gallieni dans son prolongement. Il suit le parcours de la route départementale D 7 et constitue une des voies de la rive gauche de la Seine.
Il est constitué d'une voie routière (quai haut) et d'une voie piétonne près de la Seine (quai bas).

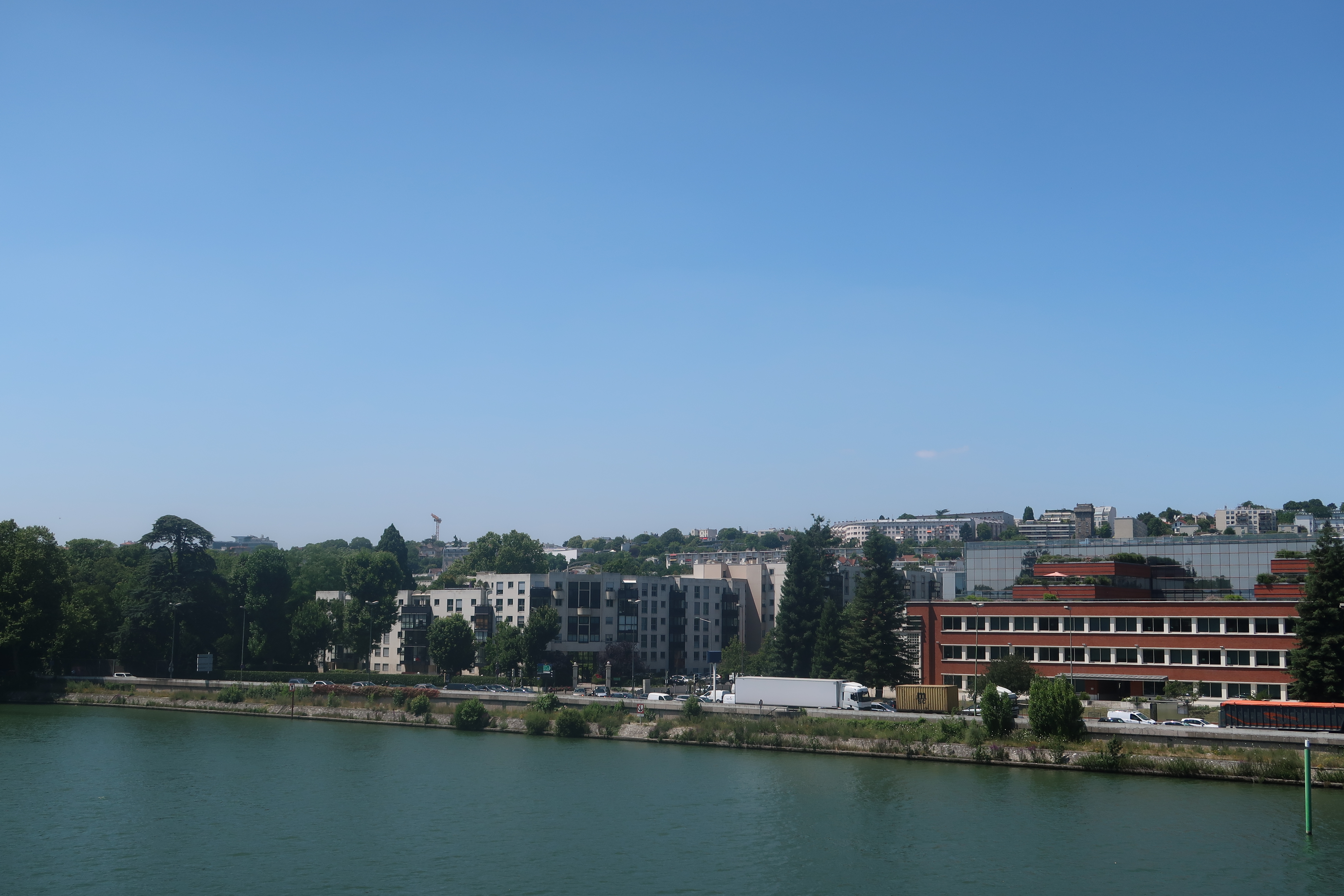
À droite, siège de Bel, ex-parfumerie Coty ; à l'extrême gauche, le parc du Château.
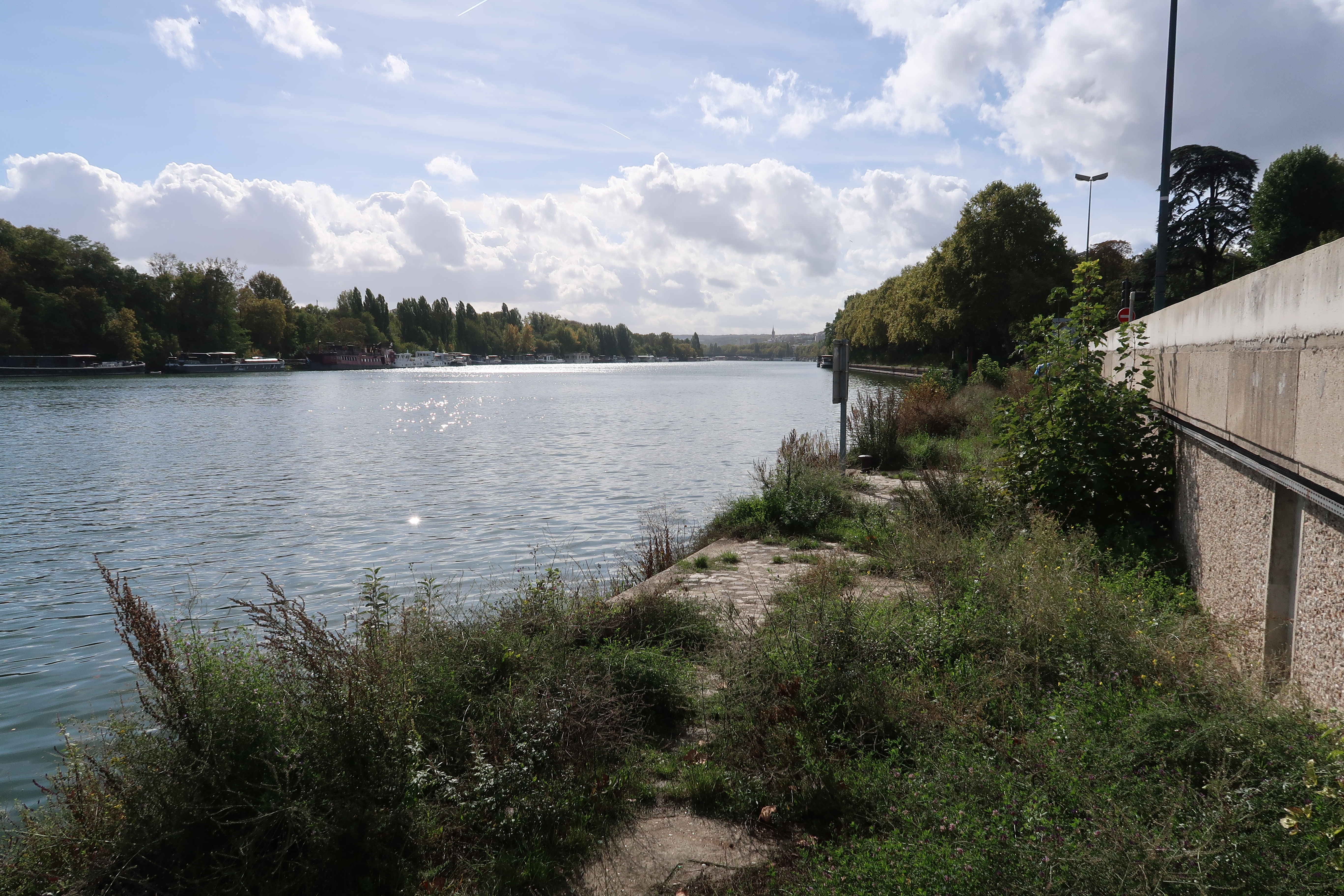
Quais bas.

## Origine du nom
Le quai porte le nom de Léon Blum, homme d'État français (1872-1950).

## Historique

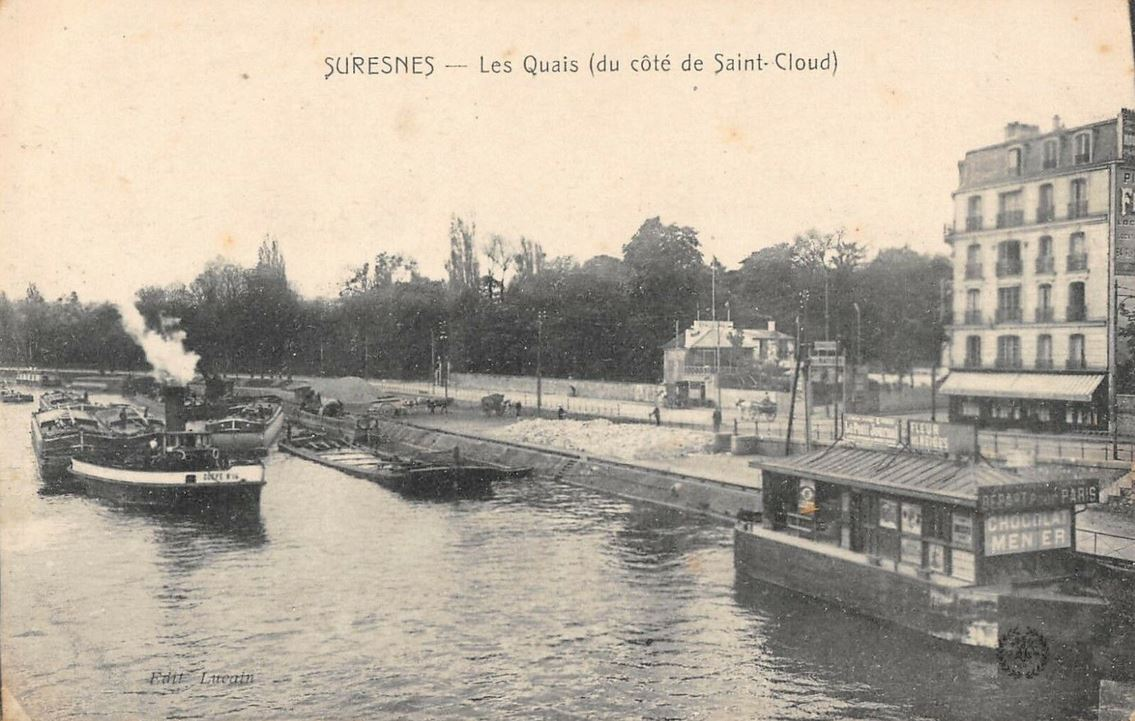
Le quai sur une carte postale ancienne.

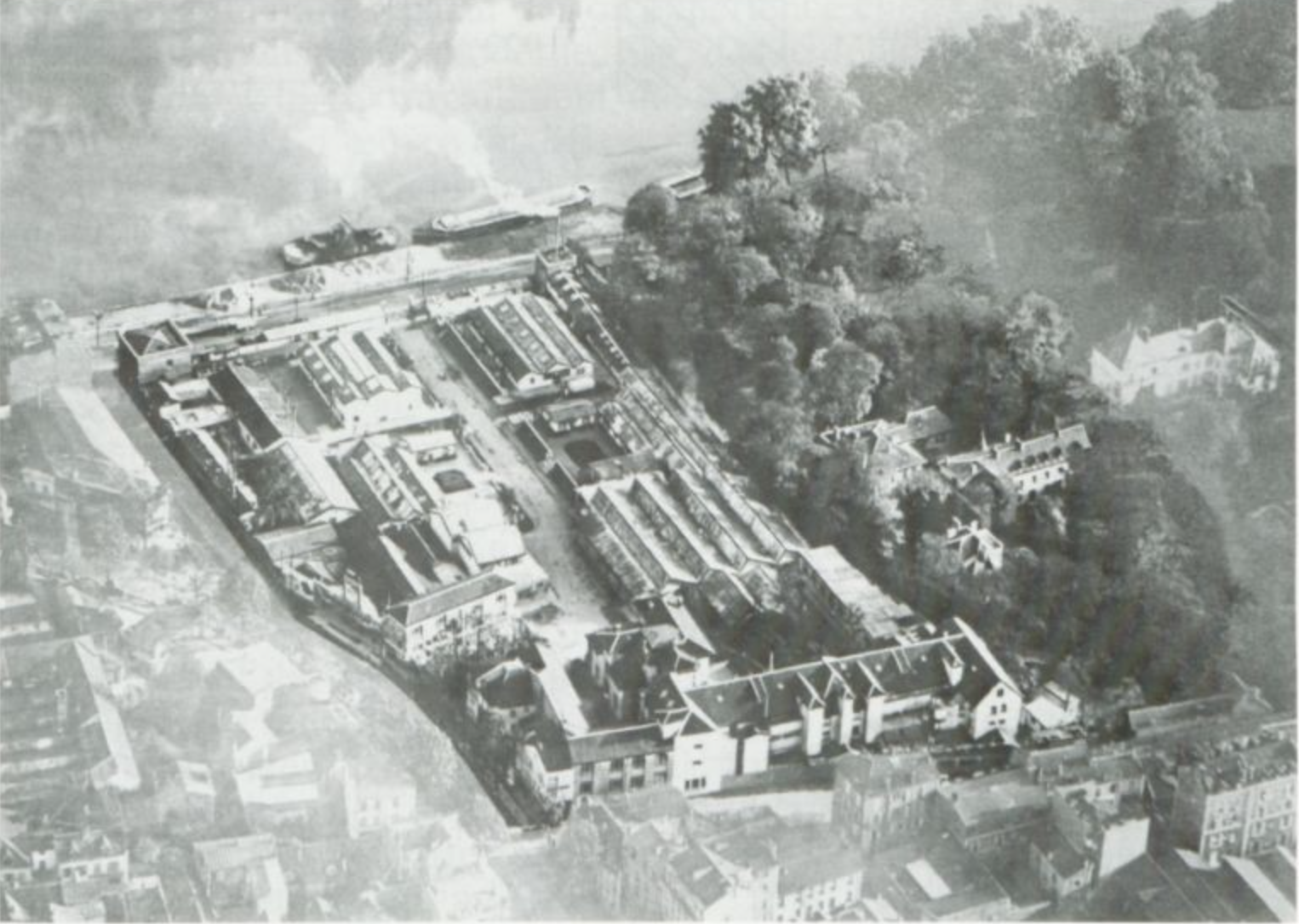
L'usine Coty, en 1927. À droite, la fondation Magnan, et son parc.

Il s'agit historiquement du « quai de Suresnes », renommé « quai Gallieni » pendant la Première Guerre mondiale. Cette dernière dénomination a depuis été conservée pour la partie de la voie située au nord du pont de Suresnes. La partie sud a pour sa part était scindée en deux segments : le quai Léon-Blum, du pont au croisement avec la rue Frédéric-Clavel ; le quai Marcel-Dassault, du croisement avec la rue Frédéric-Clavel à celui avec la rue Louis-Blériot (ancien segment de la rue du Val-d'Or).
Le quai se trouve entre la Seine et les sites de deux propriétés aristocratiques sous l'Ancien Régime : le château de Suresnes et le château de la Source. Le premier a accueilli une maison de santé de 1875 à 1975, seul subsistant de nos jours son parc (voir l'histoire infra) ; le second a été remplacé au début des années 1900 par la « Cité des Parfums », usine de l'entrepreneur François Coty (voir infra),,. En effet, au XIXe siècle et tournant du XXe siècle, dans un contexte d'industrialisation, de nombreux ateliers et usines sont construits le long des berges de la Seine de la banlieue ouest-parisienne, jouant de la proximité avec Paris et d'aménités géographiques particulières (transport par voie fluviale). De concert avec l'aménagement du boulevard Henri-Sellier et du pont de Suresnes, les activités industrielles font disparaître les traces des anciennes propriétés suresnoises.
Ultime survivant, en 1986 l'ancien château de Suresnes est détruit, le site loti, et son parc ouvert au public deux ans plus tard. En parallèle, dans un contexte de désindustrialisation, les anciennes usines, ici comme ailleurs, sont détruites ou réaménagées afin d'accueillir des sièges et ou des bureaux de grandes entreprises.

## Bâtiments remarquables et lieux de mémoire
- Le château de la Source et le château de Suresnes étaient deux propriétés mitoyennes construites sous l'Ancien Régime, entre la rue de Saint-Cloud et la Seine. En descendant le quai à partir de l'actuel pont de Suresnes, le premier se trouvait immédiatement sur la droite, et le second plus loin, au niveau de l'actuel parc du Château[7].

### Château de la Source puis usine Coty

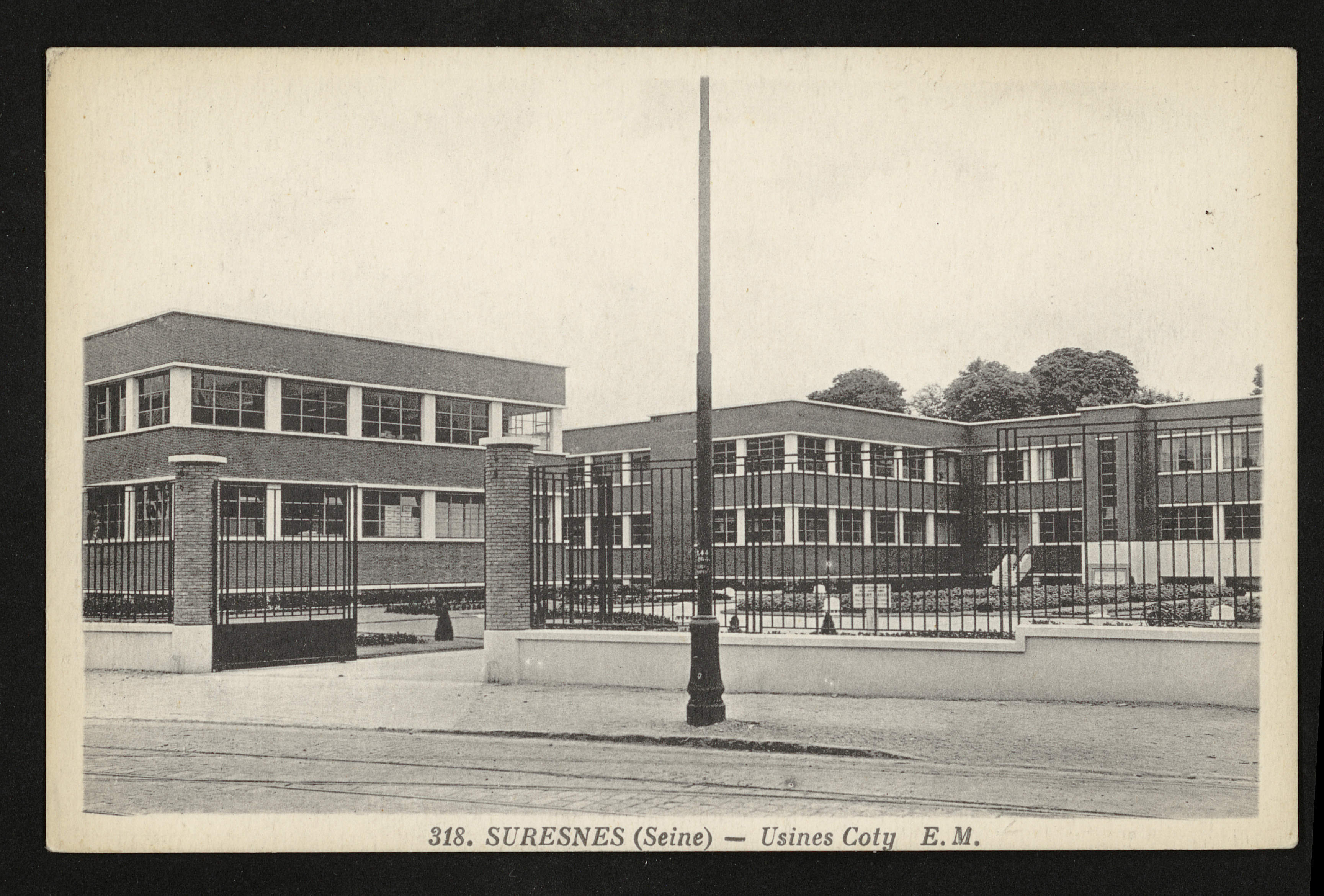

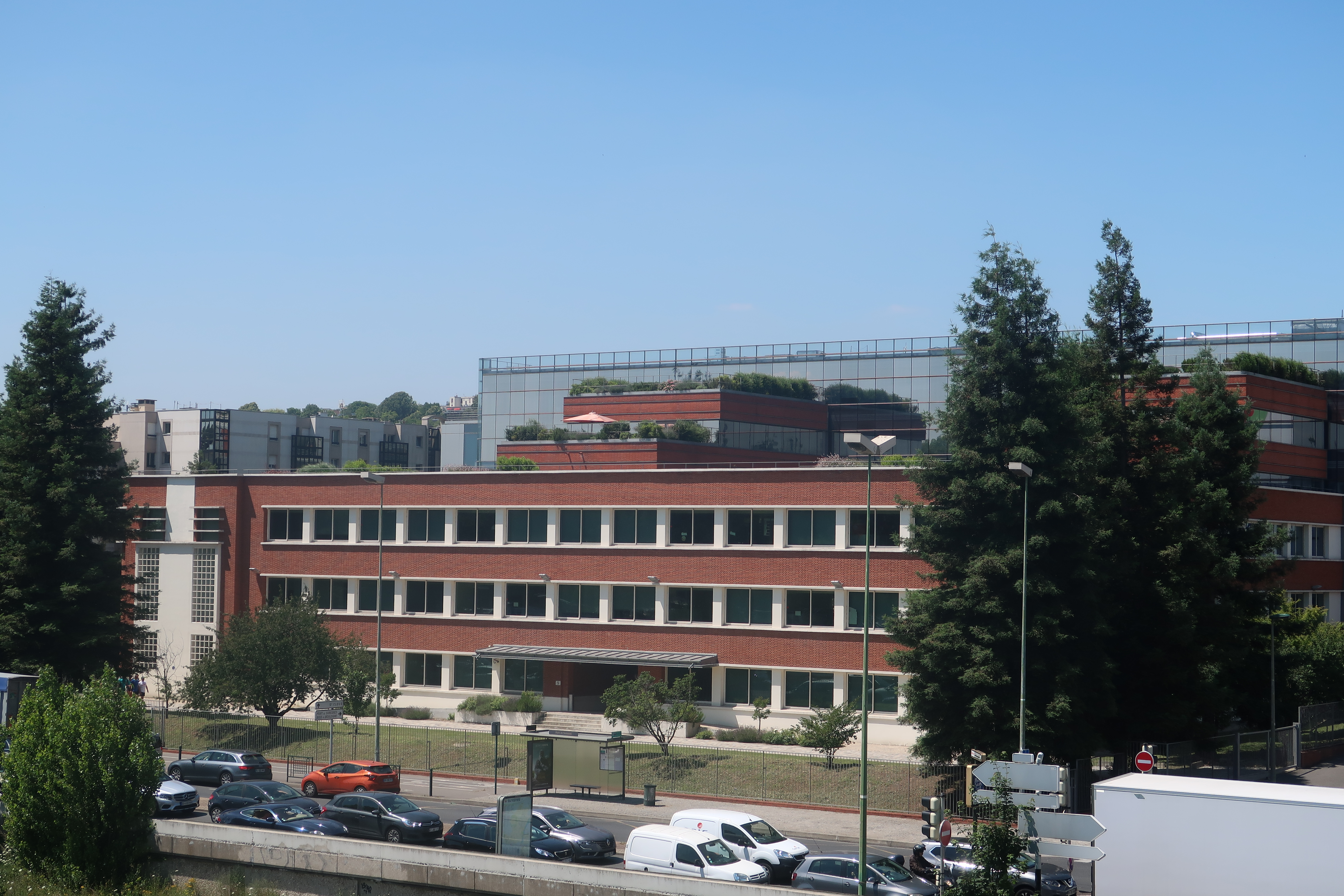
Bâtiments de l'ancienne usine Coty.

L'ancienne usine du parfumeur François Coty est érigée sur la parcelle la plus septentrionale comprise entre le quai Léon-Blum et la rue de Saint-Cloud. Sur le site s'élevait à l'origine le château de la Source, propriété aristocratique qui prendra ce nom par la suite. Au départ, explique l'historien de Suresnes René Sordes, elle ne présente « qu'un caractère des plus modestes, entourées de haies souvent en mauvais état ». Rattachée à la commune en 1659, elle est acquise par Albin Ducarnoy, orfèvre et valet de chambre du roi Henri IV. C'est probablement là que se déroulèrent en 1593 les conférences de négociation dites de Suresnes entre catholiques et protestants qui participèrent à mettre fin aux guerres de religion. Elle passe ensuite entre les mains du secrétaire du roi Louis XIV Toussaint-Rose. Les propriétaires suivants sont le marchand Charles Hurton et le procureur à la Cour des comptes Gille de Ganeau, le maréchal de camp Charles Skelton, le procureur à la Cour Horri puis Marie-Anne de Turmenys, qui le donne en 1756 au comte de Somery. L'année suivante, celui-ci fait de même pour Marie-Anne de Montmorency, qui y réside vingt-trois années. Sa sœur lui succède en 1780 puis le capitaine aux gardes françaises Claude-Palamède-Antoine de Thelis, contre 40 000 livres. Outre la bâtisse, il y a alors un jardin et une glacière. Au milieu des années 1790, le château est loué par Mme Villars-Branca, qui a ses entrées dans le monde politique. Après 1803, la princesse de Vaudémont rattache un temps ce domaine à son château de Suresnes mitoyen. En 1832, M. Delagoutte y crée une institution pour accueillir les enfants en sevrage. Durant la guerre franco-prussienne de 1870, le château est occupé par l'armée française. À partir de 1873, le propriétaire du château de la Source est le magistrat Henri Baillière, par ailleurs auteur de l'ouvrage Autour d'une source (1900). Au début de la première décennie du XXe siècle, il vend son château à Coty,,,.
Créée dans la première partie des années 1900, l'usine Coty accueille la « Cité des parfums » d'où sortiront de nombreuses fragrances de la marque. C'était l'une des premières à employer massivement des femmes (jusqu'à 4000 ouvrières) et à leur offrir des avantages novateurs, notamment des services de garde d'enfants. L'usine est plus tard reconstruite, dotée d'immeubles en brique rouge, depuis inscrits au titre des monuments historiques. Ils sont réhabilités en 2001-2003, augmentés d'édifices en verre. Les bas-reliefs de deux fontaines de l'ancienne usine Coty (elles, disparues), figurant des femmes autour d’un brûle-parfum, sont restaurées en 2016 puis installées dans le parc du Château, un peu plus au sud ; elles sont l'œuvre du sculpteur André Augustin Sallé, reproduisant un motif de René Lalique. Après Coty, le site a accueilli une usine Agfa-Gevaert, le siège du groupe de conseil en communication Havas puis celui du groupe agroalimentaire Bel.

### Château de Suresnes puis parc du Château

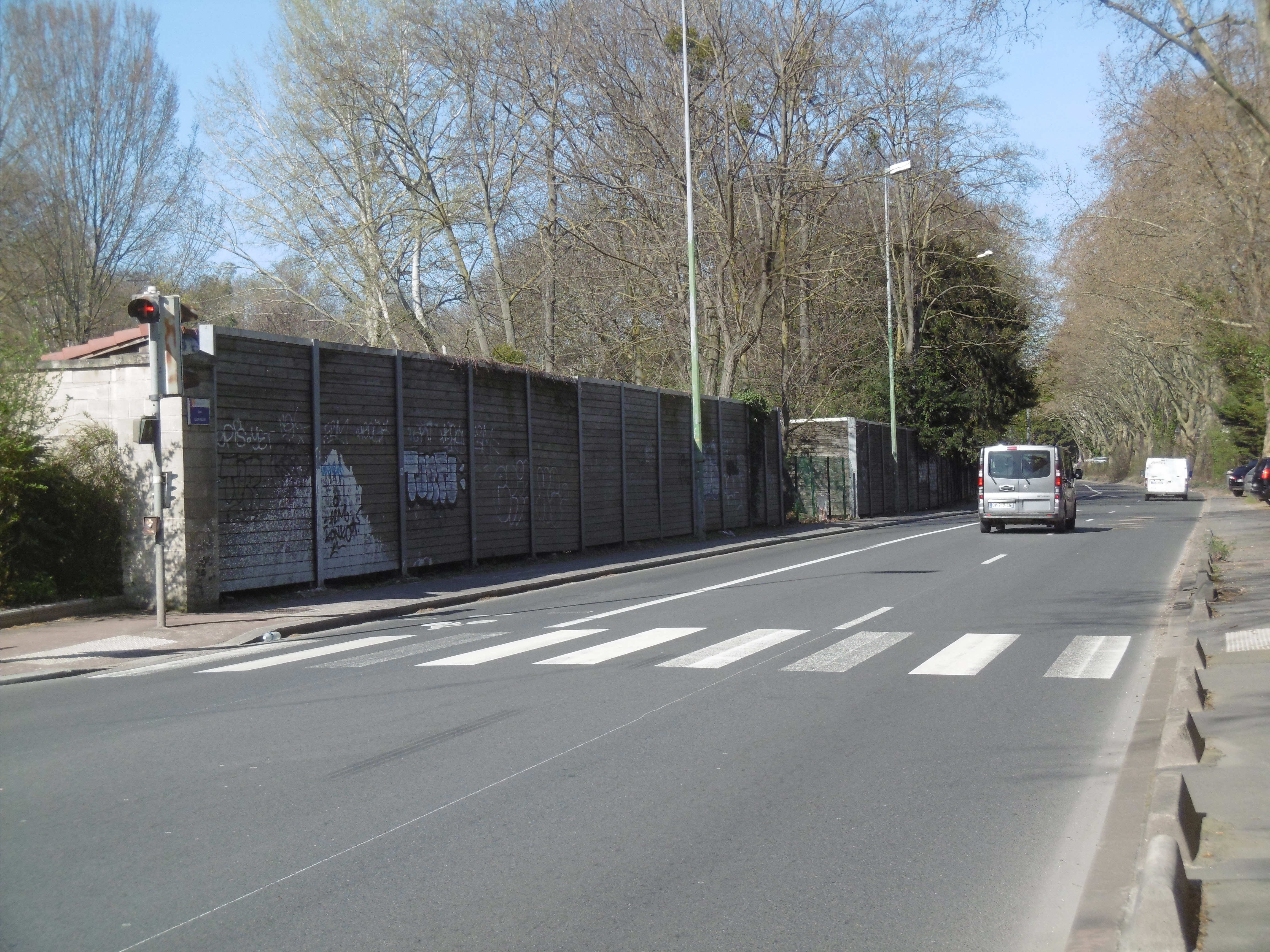
Le quai Léon-Blum et le mur longeant le parc du Château.

Ce parc dépendait de l'ancien château de Suresnes, appelé aussi « château de Bel-Air », détruit en 1986,. Ouvert en 1988, le parc borde le quai mais aucun accès ne s'y trouve ; son entrée se fait depuis la rue de Saint-Cloud et la place Eugène-Sue.

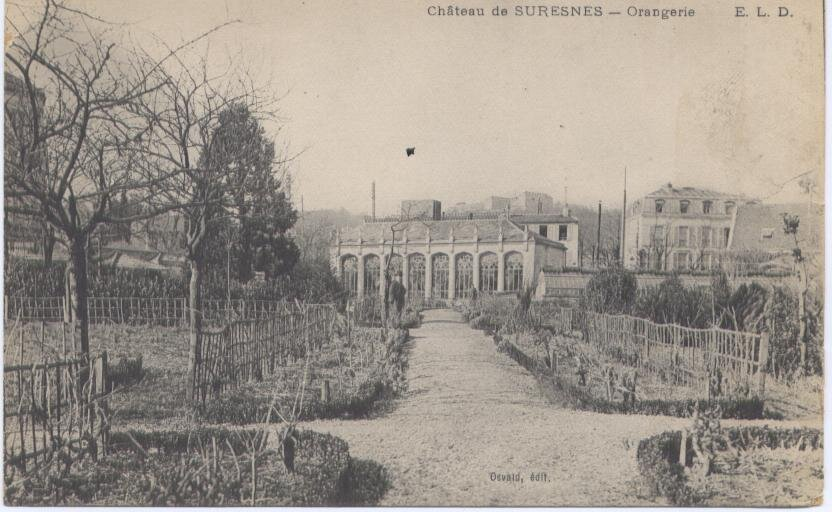
L'orangerie, construite par la princesse de Vaudémont.

Ses origines remontent au début du XVIIe siècle. Il s'agit au départ d'une maison de vigneron, qui compte un pressoir, une étable et un colombier. Le site est acheté en 1638 par André Bourret, trésorier des gardes françaises, qui transforme et agrandit le domaine jusqu'à la Seine. Suivent Louis Verloyer et l'écuyer Henry de Rosnel, le marquis de Jumillac durant trente ans, jusqu'en 1782, après avoir embelli le château, puis le marquis de Chatenay, contre 60 000 livres. L'historien de Suresnes René Sordes décrit à quoi il ressemblait alors, se basant sur le dernier acte de vente de l'époque : « Une grande maison avec ailes, de vastes jardins, des parterres fleuris, bois de haute futaie, grandes allées ornées de statues de pierre, de vases de faïence et jouissant, outre d'une glacière, de la moitié des eaux de la source des "Vaux d'Or" ». Acquis en 1788 par l'homme politique Étienne Clavière, devenu propriété de l'État après son suicide, il appartient à partir de 1796 à Paul Barras, qui y reçoit notamment Napoléon Bonaparte et son épouse Joséphine sous le Directoire. Il le revend dès 1797 aux frères Chevalier. La princesse de Vaudémont l'achète en 1803 à un nommé Michel, « ancien avoué à Paris ». Très riche, elle agrandit le site et fait aménager un parc à l'anglaise, doté d'une volière. Le château change de propriétaire en 1834. En 1844, il échoit à l'entrepreneur en éclairage Louis-Marc Chabrier, propriétaire du théâtre des Variétés (Paris) ; sa fille épouse Gustave Gallimard, grand-père de Gaston Gallimard,,,,.
En 1875, le docteur Valentin Magnan, aidé de confrères, y crée une « maison de santé, de repos et de régimes ». C'est dans cet établissement qu'Adèle Hugo, seconde fille de l'écrivain Victor Hugo, est internée en 1885. Elle loge dans un chalet situé au sud du château. Elle y meurt en 1915. Outre ce chalet, plusieurs pavillons sont érigés autour de la bâtisse principale jusqu'en 1935, pour les hommes, les femmes, les « agités », etc. Elliott Bulloch Roosevelt (en), frère du président américain, y fait aussi un séjour de quelques mois. Le château est désaffecté en 1960 et la fondation Magnan disparaît en 1975,,,,.
Le château et ses pavillons sont vendus à un groupe immobilier, tandis que le parc est acquis gratuitement par la municipalité de Suresnes en 1986. Les bâtiments sont détruits, remplacés par un lotissement immobilier (quadrilatère compris entre le quai, l'allée de Longchamp et la rue de Saint-Cloud). Le parc est pour sa part réaménagé façon XIXe siècle et officiellement ouvert au public en 1988 par le maire Christian Dupuy sous le nom de « parc du Château ». Plusieurs aménagements sont par la suite réalisés : installation d'une volière en 2004, d'un espace de jeux de ballon en 2005 et d'un potager médiéval en 2006,,,,.

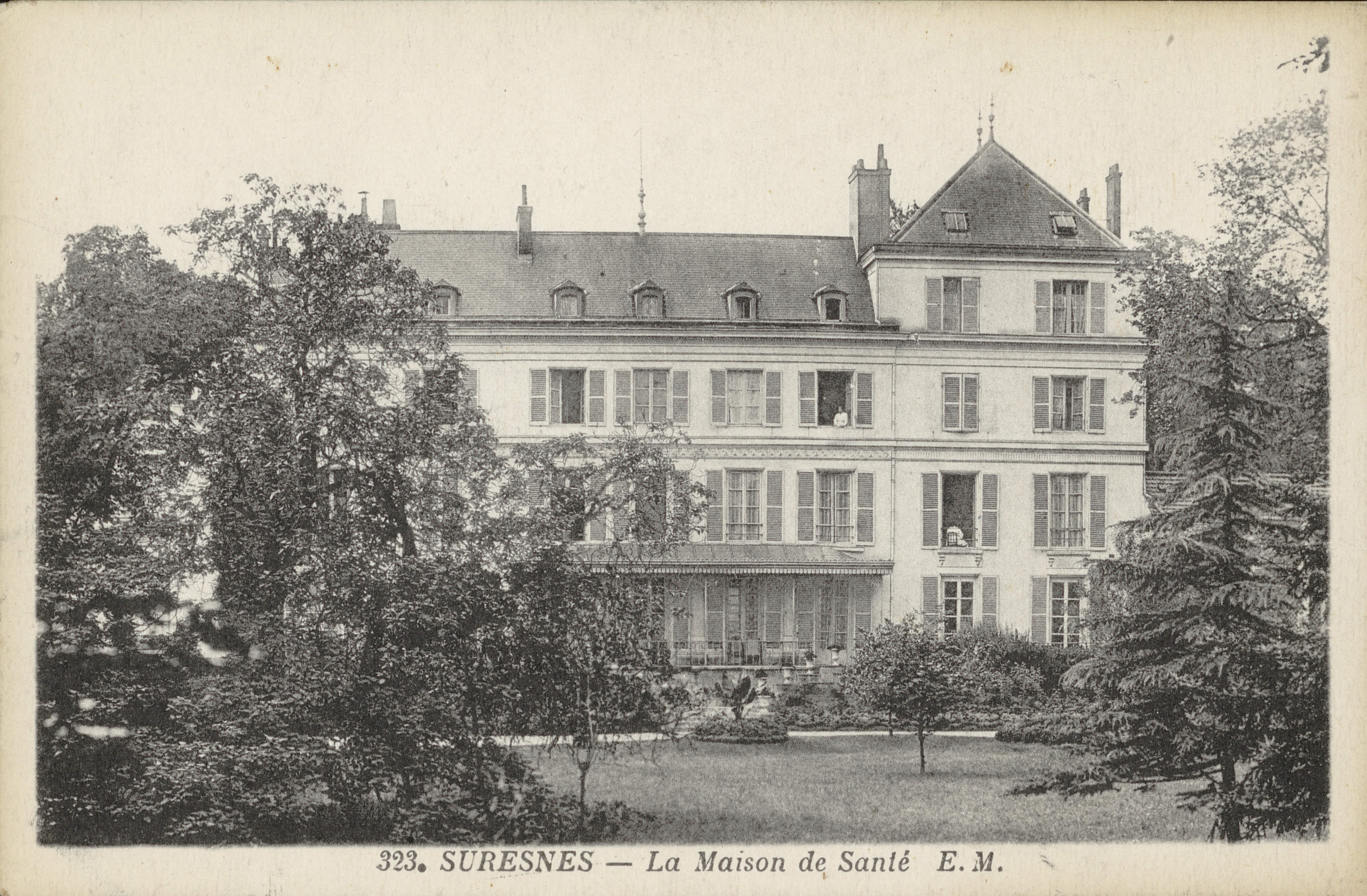
La maison de santé sur une carte postale ancienne.
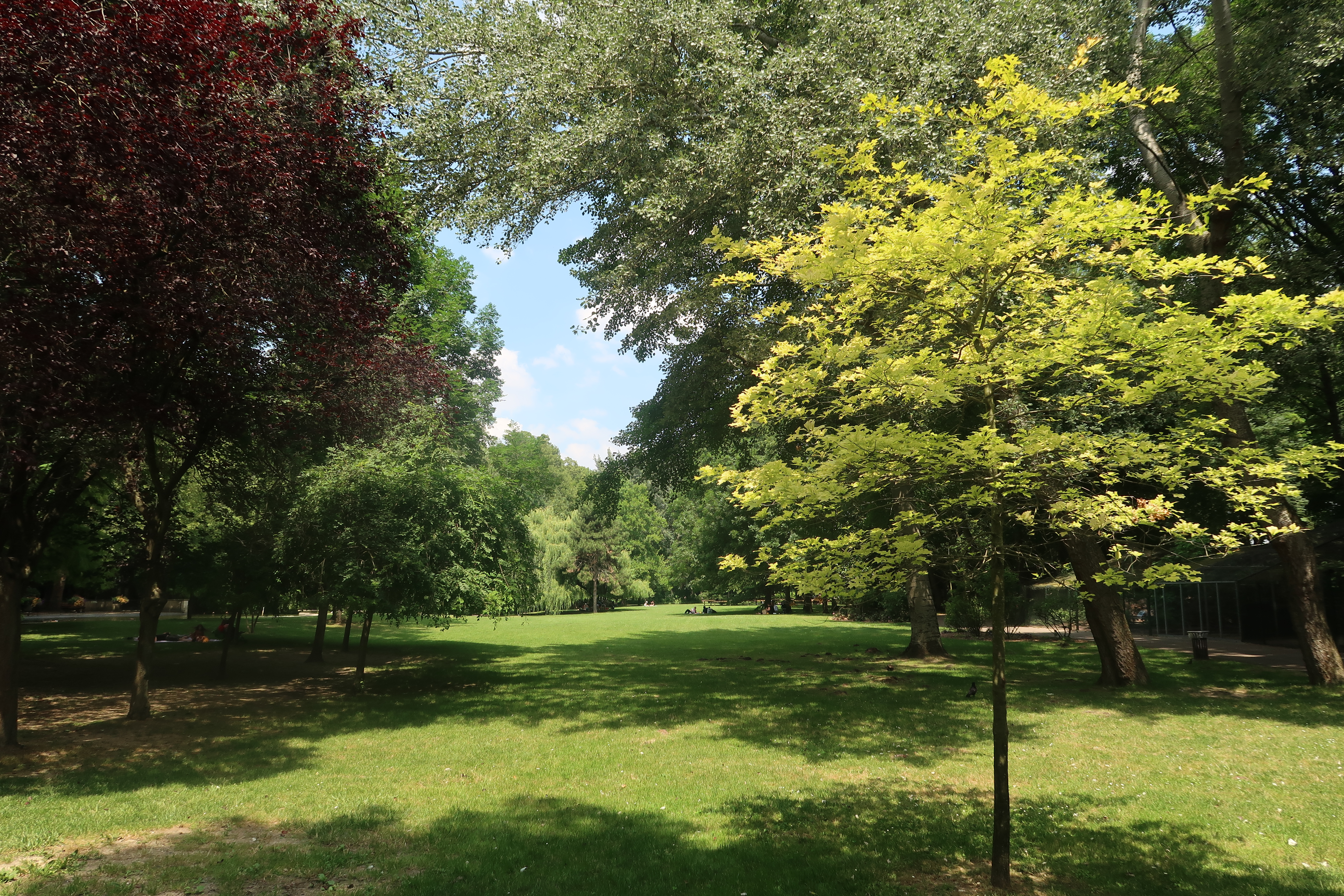
Le parc.
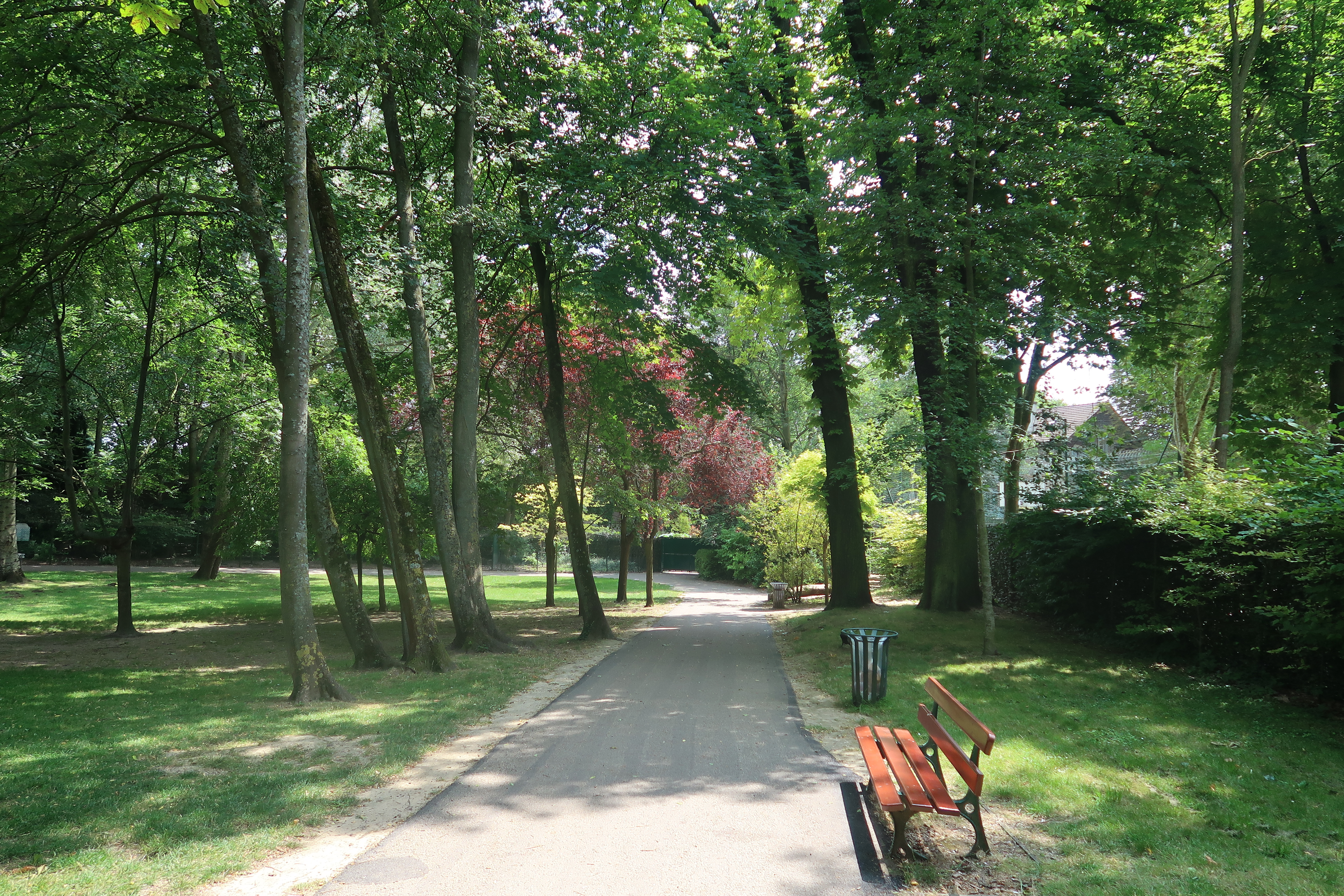
Allée.
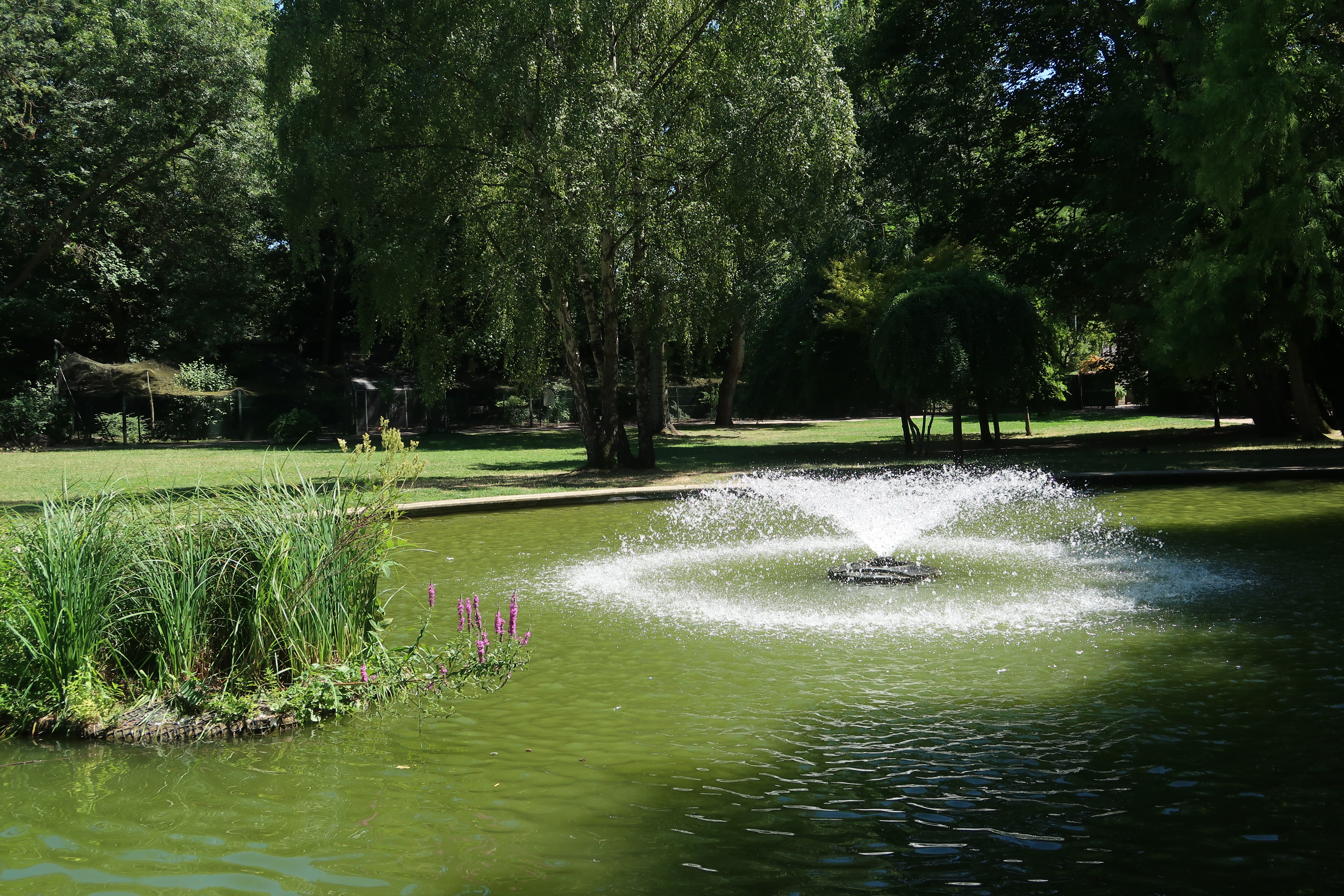
Étang.